# 德米特里·圖爾蘇諾夫
德米特里·伊格雷維奇·圖爾蘇諾夫（Дми́трий И́горевич Турсу́нов，1982年12月12日—），是一位俄羅斯職業網球運動員。於2000年轉為職業選手。圖索諾夫在12歲時移居國外，以希望成為職業網球運動員。目前居住在美國。圖索諾夫幫助俄羅斯贏得了2006年的台維斯盃。

## 其他
他在2006年受ATP的邀請，在Estoril寫網誌(Blog)；內容有趣以及他與澳洲女子選手拜恩·史釗活 （页面存档备份，存于）(Bryanne Stewart)爆發罵戰而令到點擊率大增；最後獲得一個個人專欄。

## 資料來源
1. ↑  .   [2008-10-28]. （原始内容存档于2008-08-29）.
2. ↑  .   [2008-10-28]. （原始内容存档于2020-08-21）.
3. ↑  .   [2008-10-28]. （原始内容存档于2020-08-21）.
4. ↑  .   [2008-10-28]. （原始内容存档于2008-12-20）.

## 外部連結
- 官方网站
- 德米特里·圖爾蘇諾夫（英文/西班牙文）的官方資料
- 德米特里·圖爾蘇諾夫的國際網球總會 職業／青少年 官方資料（英文）
- 德米特里·圖爾蘇諾夫的官方資料（英文）